# Ministri degli affari esteri della Repubblica d'Austria
I ministri degli affari esteri dell'Austria dal 1918 ad oggi sono i seguenti.

## Lista

### Prima Repubblica
| Ministro        | Ministro         | Ministro                               | Partito                                                              | Governo                             | Mandato           | Mandato           |
| Ministro        | Ministro         | Ministro                               | Partito                                                              | Governo                             | Inizio            | Fine              |
| --------------- | ---------------- | -------------------------------------- | -------------------------------------------------------------------- | ----------------------------------- | ----------------- | ----------------- |
|                 |                  | Viktor Adler (1852-1918)               | Partito Socialdemocratico d'Austria                                  | Renner I                            | 30 ottobre 1918   | 11 novembre 1918  |
|                 |                  | Otto Bauer (1881-1938)                 | Partito Socialdemocratico d'Austria                                  | Renner I                            | 21 novembre 1918  | 15 marzo 1919     |
| Renner II       | 15 marzo 1919    | Otto Bauer (1881-1938)                 | Partito Socialdemocratico d'Austria                                  | 26 luglio 1919                      |                   |                   |
| Renner II       |                  |                                        | Karl Renner (1870-1950)                                              | Partito Socialdemocratico d'Austria | 26 luglio 1919    | 17 ottobre 1919   |
| Renner III      | 17 ottobre 1919  | 7 luglio 1920                          | Karl Renner (1870-1950)                                              | Partito Socialdemocratico d'Austria |                   |                   |
| Mayr I          | 7 luglio 1920    | 22 ottobre 1920                        | Karl Renner (1870-1950)                                              | Partito Socialdemocratico d'Austria |                   |                   |
| Mayr I          |                  |                                        | Michael Mayr (1864-1922)                                             | Partito Cristiano-Sociale           | 22 ottobre 1920   | 20 novembre 1920  |
| Mayr II         | 20 novembre 1920 | 21 giugno 1921                         | Michael Mayr (1864-1922)                                             | Partito Cristiano-Sociale           |                   |                   |
|                 |                  | Johann Schober (1874-1932)             | Indipendente                                                         | Schober I                           | 21 giugno 1921    | 26 gennaio 1922   |
|                 |                  | Walter Breisky (1871-1944)             | Partito Cristiano-Sociale                                            | Breisky                             | 26 gennaio 1922   | 27 gennaio 1922   |
|                 |                  | Leopold Hennet (1876-1950)             | Partito Cristiano-Sociale                                            | Schober II                          | 27 gennaio 1922   | 31 maggio 1922    |
|                 |                  | Alfred Grünberger (1875-1935)          | Partito Cristiano-Sociale                                            | Seipel I                            | 31 maggio 1922    | 17 aprile 1923    |
| Seipel II       | 17 aprile 1923   | Alfred Grünberger (1875-1935)          | Partito Cristiano-Sociale                                            | 20 novembre 1923                    |                   |                   |
| Seipel III      | 20 novembre 1923 | Alfred Grünberger (1875-1935)          | Partito Cristiano-Sociale                                            | 20 novembre 1924                    |                   |                   |
|                 |                  | Heinrich Mataja (1877-1937)            | Partito Cristiano-Sociale                                            | Ramek I                             | 20 novembre 1924  | 15 gennaio 1926   |
|                 |                  | Rudolf Ramek (1881-1941)               | Partito Cristiano-Sociale                                            | Ramek II                            | 15 gennaio 1926   | 20 ottobre 1926   |
|                 |                  | Ignaz Seipel (1876-1932)               | Partito Cristiano-Sociale                                            | Seipel IV                           | 20 ottobre 1926   | 19 maggio 1927    |
| Seipel V        | 19 maggio 1927   | Ignaz Seipel (1876-1932)               | Partito Cristiano-Sociale                                            | 4 maggio 1929                       |                   |                   |
|                 |                  | Ernst Streeruwitz (1874-1952)          | Partito Cristiano-Sociale                                            | Steeruwitz                          | 4 maggio 1929     | 26 settembre 1929 |
|                 |                  | Johann Schober (1874-1932)             | Indipendente                                                         | Schober III                         | 26 settembre 1929 | 30 settembre 1930 |
|                 |                  | Ignaz Seipel (1876-1932)               | Partito Cristiano-Sociale                                            | Vaugoin                             | 30 settembre 1930 | 4 dicembre 1930   |
|                 |                  | Johann Schober (1874-1932)             | Indipendente                                                         | Ender                               | 4 dicembre 1930   | 20 giugno 1931    |
| Buresch I       | 20 giugno 1931   | Johann Schober (1874-1932)             | Indipendente                                                         | 29 gennaio 1932                     |                   |                   |
|                 |                  | Karl Buresch (1878-1936)               | Partito Cristiano-Sociale                                            | Buresch II                          | 29 gennaio 1932   | 20 maggio 1932    |
|                 |                  | Engelbert Dollfuß (1892-1934)          | Partito Cristiano-Sociale (1932-1933) Fronte Patriottico (1933-1934) | Dollfuss I                          | 20 maggio 1932    | 16 maggio 1933    |
|                 | Dollfuss II      | Engelbert Dollfuß (1892-1934)          | Partito Cristiano-Sociale (1932-1933) Fronte Patriottico (1933-1934) | 21 settembre 1933                   | 10 luglio 1934    |                   |
|                 | Dollfuss II      |                                        | Stephan Tauschitz (1889-1970)                                        | Fronte Patriottico                  | 10 luglio 1934    | 25 luglio 1934    |
| Schuschnigg I   | 25 luglio 1934   | 3 agosto 1934                          | Stephan Tauschitz (1889-1970)                                        | Fronte Patriottico                  |                   |                   |
| Schuschnigg I   |                  |                                        | Egon Berger-Waldenegg (1880-1960)                                    | Fronte Patriottico                  | 3 agosto 1934     | 14 maggio 1936    |
|                 |                  | Kurt Alois von Schuschnigg (1897-1977) | Fronte Patriottico                                                   | Schuschnigg II                      | 14 maggio 1936    | 11 luglio 1936    |
|                 |                  | Guido Schmidt (1901-1957)              | Fronte Patriottico                                                   | Schuschnigg II                      | 11 luglio 1936    | 3 novembre 1936   |
| Schuschnigg III | 3 novembre 1936  | Guido Schmidt (1901-1957)              | Fronte Patriottico                                                   | 16 febbraio 1938                    |                   |                   |
| Schuschnigg IV  | 16 febbraio 1938 | Guido Schmidt (1901-1957)              | Fronte Patriottico                                                   | 11 marzo 1938                       |                   |                   |
|                 |                  | Wilhelm Wolf (1897-1939)               | Partito Nazionalsocialista Tedesco dei Lavoratori                    | Seyss-Inquart                       | 11 marzo 1938     | 13 marzo 1938     |

### Seconda Repubblica
| Ministro      | Ministro         | Ministro                         | Partito                             | Governo                    | Mandato           | Mandato           |
| Ministro      | Ministro         | Ministro                         | Partito                             | Governo                    | Inizio            | Fine              |
| ------------- | ---------------- | -------------------------------- | ----------------------------------- | -------------------------- | ----------------- | ----------------- |
|               |                  | Karl Gruber (1909–1995)          | Partito Popolare Austriaco          | Renner IV                  | 27 aprile 1945    | 20 dicembre 1945  |
| Figl I        | 20 dicembre 1945 | Karl Gruber (1909–1995)          | Partito Popolare Austriaco          | 8 novembre 1949            |                   |                   |
| Figl II       | 8 novembre 1949  | Karl Gruber (1909–1995)          | Partito Popolare Austriaco          | 28 ottobre 1952            |                   |                   |
| Figl III      | 28 ottobre 1952  | Karl Gruber (1909–1995)          | Partito Popolare Austriaco          | 2 aprile 1953              |                   |                   |
| Raab I        | 2 aprile 1953    | Karl Gruber (1909–1995)          | Partito Popolare Austriaco          | 26 novembre 1953           |                   |                   |
| Raab I        |                  |                                  | Leopold Figl (1902–1965)            | Partito Popolare Austriaco | 26 novembre 1953  | 29 giugno 1956    |
| Raab II       | 29 giugno 1956   | 9 giugno 1959                    | Leopold Figl (1902–1965)            | Partito Popolare Austriaco |                   |                   |
|               |                  | Bruno Kreisky (1911–1990)        | Partito Socialdemocratico d'Austria | Raab III                   | 16 luglio 1959    | 3 novembre 1960   |
| Raab IV       | 3 novembre 1960  | Bruno Kreisky (1911–1990)        | Partito Socialdemocratico d'Austria | 11 aprile 1961             |                   |                   |
| Gorbach I     | 11 aprile 1961   | Bruno Kreisky (1911–1990)        | Partito Socialdemocratico d'Austria | 27 marzo 1963              |                   |                   |
| Gorbach II    | 27 marzo 1963    | Bruno Kreisky (1911–1990)        | Partito Socialdemocratico d'Austria | 2 aprile 1964              |                   |                   |
| Klaus I       | 2 aprile 1964    | Bruno Kreisky (1911–1990)        | Partito Socialdemocratico d'Austria | 19 aprile 1966             |                   |                   |
|               |                  | Lujo Tončić-Sorinj (1915–2005)   | Partito Popolare Austriaco          | Klaus II                   | 19 aprile 1966    | 19 gennaio 1968   |
|               |                  | Kurt Waldheim (1918–2007)        | Partito Popolare Austriaco          | Klaus II                   | 19 gennaio 1968   | 21 aprile 1970    |
|               |                  | Rudolf Kirchschläger (1915–2000) | Indipendente                        | Kreisky I                  | 21 aprile 1970    | 4 novembre 1971   |
| Kreisky II    | 4 novembre 1971  | Rudolf Kirchschläger (1915–2000) | Indipendente                        | 24 giugno 1974             |                   |                   |
| Kreisky II    |                  |                                  | Erich Bielka (1908–1992)            | Indipendente               | 24 giugno 1974    | 28 ottobre 1975   |
| Kreisky III   | 28 ottobre 1975  | 30 settembre 1976                | Erich Bielka (1908–1992)            | Indipendente               |                   |                   |
| Kreisky III   |                  |                                  | Willibald Pahr (1930)               | Indipendente               | 30 settembre 1976 | 5 giugno 1979     |
| Kreisky IV    | 5 giugno 1979    | 24 maggio 1983                   | Willibald Pahr (1930)               | Indipendente               |                   |                   |
|               |                  | Erwin Lanc (1930)                | Partito Socialdemocratico d'Austria | Sinowatz                   | 24 maggio 1983    | 10 settembre 1984 |
|               |                  | Leopold Gratz (1929–2006)        | Partito Socialdemocratico d'Austria | Sinowatz                   | 10 settembre 1984 | 16 giugno 1986    |
|               |                  | Peter Jankowitsch (1933)         | Partito Socialdemocratico d'Austria | Vranitzky I                | 16 giugno 1986    | 21 gennaio 1987   |
|               |                  | Alois Mock (1934–2017)           | Partito Popolare Austriaco          | Vranitzky II               | 21 gennaio 1987   | 17 dicembre 1990  |
| Vranitzky III | 17 dicembre 1990 | Alois Mock (1934–2017)           | Partito Popolare Austriaco          | 29 novembre 1994           |                   |                   |
| Vranitzky IV  | 29 novembre 1994 | Alois Mock (1934–2017)           | Partito Popolare Austriaco          | 4 maggio 1995              |                   |                   |
| Vranitzky IV  |                  |                                  | Wolfgang Schüssel (1945)            | Partito Popolare Austriaco | 4 maggio 1995     | 12 marzo 1996     |
| Vranitzky V   | 12 marzo 1996    | 28 gennaio 1997                  | Wolfgang Schüssel (1945)            | Partito Popolare Austriaco |                   |                   |
| Klima         | 28 gennaio 1997  | 4 febbraio 2000                  | Wolfgang Schüssel (1945)            | Partito Popolare Austriaco |                   |                   |
|               |                  | Benita Ferrero-Waldner (1948)    | Partito Popolare Austriaco          | Schüssel I                 | 4 febbraio 2000   | 28 febbraio 2003  |
| Schüssel II   | 28 febbraio 2003 | Benita Ferrero-Waldner (1948)    | Partito Popolare Austriaco          | 20 ottobre 2004            |                   |                   |
| Schüssel II   |                  |                                  | Ursula Plassnik (1956)              | Partito Popolare Austriaco | 20 ottobre 2004   | 11 gennaio 2007   |
| Gusenbauer    | 11 gennaio 2007  | 2 dicembre 2008                  | Ursula Plassnik (1956)              | Partito Popolare Austriaco |                   |                   |
|               |                  | Michael Spindelegger (1959)      | Partito Popolare Austriaco          | Faymann I                  | 2 dicembre 2008   | 16 dicembre 2013  |
|               |                  | Sebastian Kurz (1986)            | Partito Popolare Austriaco          | Faymann II                 | 16 dicembre 2013  | 17 maggio 2016    |
| Kern          | 17 maggio 2016   | Sebastian Kurz (1986)            | Partito Popolare Austriaco          | 18 dicembre 2017           |                   |                   |
|               |                  | Karin Kneissl (1965)             | Indipendente                        | Kurz I                     | 18 dicembre 2017  | 3 giugno 2019     |
|               |                  | Alexander Schallenberg (1969)    | Partito Popolare Austriaco          | Bierlein                   | 3 giugno 2019     | 7 gennaio 2020    |
| Kurz II       | 7 gennaio 2020   | Alexander Schallenberg (1969)    | Partito Popolare Austriaco          | 11 ottobre 2021            |                   |                   |
|               |                  | Michael Linhart (1958)           | Partito Popolare Austriaco          | Schallenberg               | 11 ottobre 2021   | 6 dicembre 2021   |
|               |                  | Alexander Schallenberg (1969)    | Partito Popolare Austriaco          | Nehammer                   | 6 dicembre 2021   | 3 marzo 2025      |
|               |                  | Beate Meinl-Reisinger (1978)     | NEOS                                | Stocker                    | 3 marzo 2025      | in carica         |